# Ill (Vorarlberg)
Die rechtsrheinische Ill ist etwas über 75 Kilometer lang und befindet sich vollständig im österreichischen Bundesland Vorarlberg. Mit einer mittleren Wasserführung von 65,5 m³/s ist sie der größte Nebenfluss des Alpenrheins.

## Namensherkunft
Der Name der Ill ist keltischer Herkunft. Er stammt vom Wort ilara für „eilig“ oder *elirā „die Antreibende“. Die erste urkundliche Erwähnung erfolgte 1319 als Ylle.

## Geographie

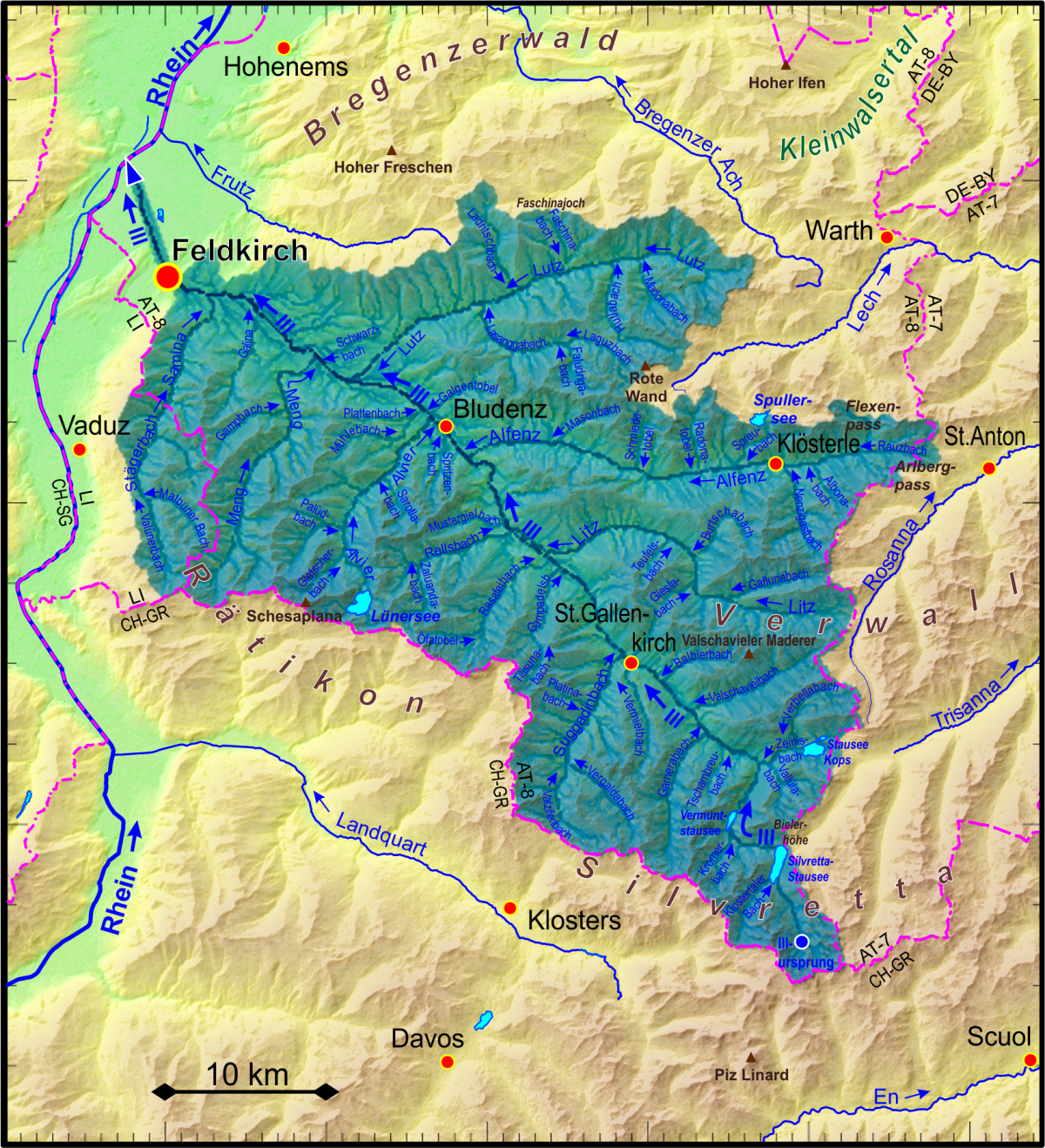
Einzugsgebiet der Ill

### Quelle und Verlauf
Quellgebiet der Ill sind die Alpen in der Silvrettagruppe. Es liegt am Fuße von Dreiländerspitze (3197 m), Piz Buin (3312 m) und Silvrettahorn (3244 m) im Ochsental auf einer Höhe von ungefähr 2240 m ü. A.
Vier Gletscher speisen mit ihren Abflüssen die junge Ill: Vermuntgletscher, Ochsentaler Gletscher, Schneeglockengletscher und Schattenspitzgletscher. Als Ill-Ursprung wird der Abfluss des Ochsentaler Gletschers genannt. Anschließend durchfließt die Ill das Ochsental und wird zunächst zum Silvretta-Stausee und knapp 300 Höhenmeter darunter zum Vermuntsee aufgestaut.
Im weiteren Verlauf durchfließt die Ill das Montafon und den Walgau und mündet unterhalb von Feldkirch zwischen Nofels (Matschels) und Meiningen auf einer Höhe von 429 Metern beim neu gestalteten sogenannten Illspitz in den Rhein.

#### Feldkirch/Kapfschlucht
Unterhalb des Feldkircher Stadtzentrums durchfließt die Ill die Kapfschlucht, eine felsige Engstelle. Diese staute die Ill beim verheerenden Hochwasser im Juni 1910 zusätzlich an und war Mitursache für eine über 2 m hohe Überflutung der Innenstadt. Deshalb wurden in den Jahren 1914/15 12.700 m³ Fels aus der Schlucht herausgesprengt, um den Abflussquerschnitt zu erweitern. Das Alpenhochwasser 2005 ließ bis zu 689 m³/s Illwasser am Pegel Gisingen in den Rhein fließen. Da 2⁄3 der Feldkircher Innenstadt bei einem HQ 100 (entspricht einem Abfluss von 820 m³/s am Pegel Gisingen) bis zu 3 Meter hoch unter Wasser stehen würde, wird die Kapfschlucht in der Erwartung von durch die Klimaerwärmung bedingten, noch größeren Abflussspitzen in den Jahren 2023 bis 2025 auf 190 m Länge nochmals aufgeweitet, von 20 m Breite auf 28 m, unter Sprengung und Abtrag von 15.000 m³ Fels. Dazu wurde die aus 1895 stammende Heilig-Kreuz-Brücke, eine Steinbrücke mit Spitzbogen, abgerissen und im Herbst 2024 denkmalschutzgerecht sehr ähnlich wieder aufgebaut. Die vor der Kapfschlucht stehende Montfortbrücke wird ab März 2025 abgerissen und für einen wesentlich höheren Durchlass neu gebaut. Beim erwähnten Hochwasser 2005 stand der Wasserspiegel der Ill nur noch wenige Zentimeter unter der Unterseite der jetzigen Brücke, sodass die lichte Höhe der neuen Brücke 1,40 m größer sein wird.

### Einzugsgebiet
Das 1281 km² große Einzugsgebiet der Ill umfasst das südliche Vorarlberg und das östliche Liechtenstein.
Die Ill entwässert somit Teile der Gebirgszüge Rätikon, Silvretta, Verwall und Lechquellengebirge sowie die Täler Montafon, Klostertal und Großes Walsertal.
Der Ost- bzw. Nordostrand des Einzugsgebiets fällt mit der Europäischen Hauptwasserscheide zusammen, die hier das Flusssystem des Rheins vom
Flusssystem der Donau (Nebenflüsse Inn und Lech) trennt.

### Nebenflüsse

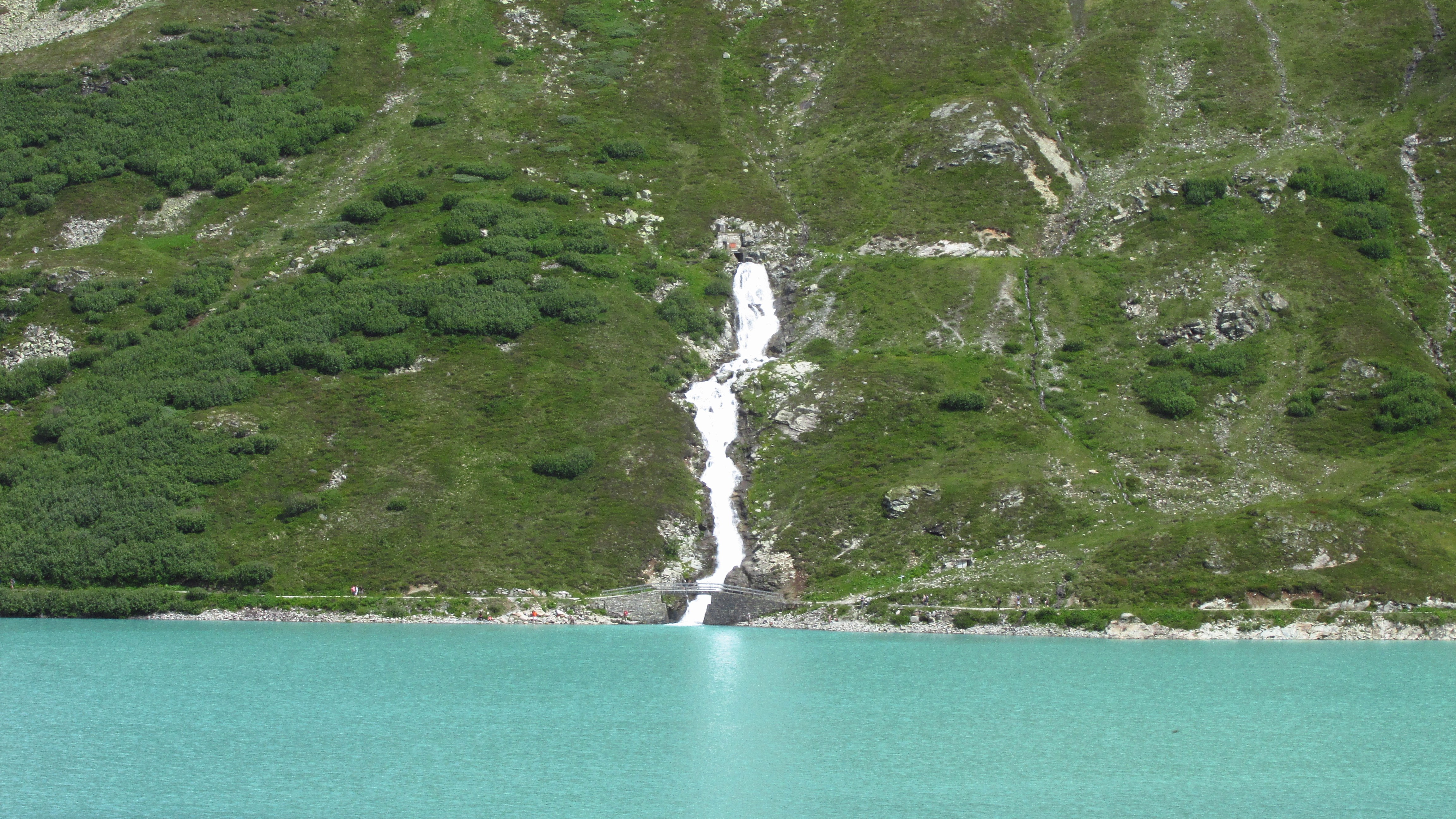
Wasser des Tiroler Bieltalbaches wird unter der europäischen Hauptwasserscheide hindurch in den Silvretta-Stausee geleitet.

Erster Zufluss ist der Klostertalbach, der aus dem Klostertal, vom Klostertaler Gletscher gespeist, in den Silvretta-Stausee mündet. Des Weiteren wird Wasser des Tiroler Bieltalbaches, das normalerweise über die Trisanna und den Inn in die Donau fließen würde, gefasst und über einen Stollen in den Silvretta-Stausee geleitet. Weitere größere Nebenflüsse im Montafon sind:
- Valüllabach
- Ganerabach
- Valschavielbach
- Balbierbach
- Tramosabach
- Vermielbach
- Suggadinbach
- Gampadelsbach
- Rasafeibach
- Rellsbach
- Mustergielbach
Der längste Nebenfluss (28 km) ist die Alfenz, die in Lorüns in die Ill mündet.
An größeren Nebenflüssen der Ill folgen bei Schruns die Litz, der Alvierbach bei Bürs sowie die von links mündende Schesa (Schesatobel), ein Wildbach, der seit etwa 200 Jahren den Siedlungsraum und die Verkehrswege im Bereich von Bludenz und Bürs bedroht.
Weitere große Nebenflüsse sind die Lutz zwischen Nenzing und Nüziders, die Meng sowie die Samina bei Frastanz.

## Wasserkraftwerke

### illwerke vkw
Im Einzugsbereich des Flusses befinden sich mehrere Staustufen und Pumpspeicherkraftwerke der illwerke vkw AG, die großteils Spitzenstrom – auch für den Export – liefern: Vermuntwerk, Kops, Silvrettasee, Lünersee, Staubecken Latschau.
Das Walgauwerk in Nenzing wurde 1984 in Betrieb genommen. Es nutzt den Gefälleunterschied entlang der Ill ab den Rodundwerken.

### Stadtwerke Feldkirch
Die Stadtwerke Feldkirch betreiben insgesamt drei Laufwasserkraftwerke an der Ill. Oberhalb des Ganahl-Areals befindet sich das Kraftwerk Hochwuhr welches im Jahr 2003 ans Netz ging. In dessen Staubereich befindet sich auch das Einlaufbauwerk für den Oberwasserkanal, welcher unterirdisch durch die Stadt Feldkirch verläuft, zuerst das Kraftwerk Mühletorplatz und anschließend auch das Kraftwerk der ehem. Spinnerei Hämmerle speist. Der Auslauf dieses Kraftwerks mündet kurz nach dem Betriebsstandort der Vorarlberg Milch wieder in die Ill. Kurz vor der Mündung der Ill in den Alpenrhein wird die Ill noch einmal energetisch genutzt. Das Kraftwerk Illspitz ging 2014 in Betrieb mit einer Maximalleistung von 7,2 MW.

## Verschiedenes
- In Wien-Floridsdorf wurde 1953 die Illgasse nach dem Fluss benannt.
- Einen weiteren Nebenfluss des Rheins mit dem Namen Ill gibt es im Elsass. Er hat zwar die dreifache Länge der Vorarlberger Ill, führt aber weniger Wasser.

| Zuläufe und Bauwerke \| ILL \| ILL \| ILL \| ILL \| ILL \| \| ------- \| ----------------------- \| --- \| -------------------------- \| --- \| \| Legende \| \| \| \| \| \| \| Quellgebiet: \| \| Piz Buin (3312 m) \| \| \| \| Ochsentaler Gletscher \| \| Vermuntgletscher \| \| \| \| \| \| Klostertalerbach \| \| \| \| \| \| \| \| \| \| \| \| \| \| \| \| Silvretta-Stausee \| \| (2030 m) \| \| \| \| \| \| \| \| \| \| \| \| \| \| \| \| \| \| Vermuntsee (1743 m) \| \| \| \| \| \| Vermuntwerk (1030 m) \| \| \| \| Partenen (1000 m) \| \| Verbellabach \| \| \| \| Kopswerk II (Rifa) \| \| \| \| \| \| Gaschurn (979 m) \| \| Valschavielbach \| \| \| \| St. Gallenkirch (878 m) \| \| \| \| \| \| \| \| Balbierbach \| \| \| \| Schruns (700 m) Litz \| \| \| \| \| \| Tschagguns (685 m) \| \| \| \| \| \| \| \| \| \| \| \| Rodund I und II (644 m) \| \| Vandans \| \| \| \| \| \| \| \| \| \| \| \| Rellsbach \| \| \| \| St. Anton (651 m) \| \| \| \| \| \| \| \| Lorüns (600 m) \| \| \| \| Alfenz \| \| \| \| \| \| Bludenz (588 m) \| \| Alvier (vom Lünersee) \| \| \| \| Bürs (570 m) \| \| Schesa \| \| \| \| Nüziders (562 m) \| \| Burg Sonnenberg \| \| \| \| Walgau-Autobahn \| \| \| \| \| \| Lutz \| \| \| \| \| \| \| \| Meng \| \| \| \| \| \| Burg Ramschwag \| \| \| \| Walgauwerk \| \| Nenzing \| \| \| \| \| \| \| \| \| \| Walgau-Autobahn \| \| \| \| \| \| Frastanz (510 m) \| \| Samina \| \| \| \| \| \| \| \| \| \| \| \| Kraftwerk (ehem. Ganahl) \| \| \| \| Feldkirch (458 m) \| \| Schattenburg \| \| \| \| Meiningen (425 m) \| \| Kraftwerk Illspitz (429 m) \| \| \| \| \| \| Grenze AT-CH im Rhein \| \| \| Rhein \| \| \| \| \| |                         |  |                            |  |
| ILL |                         |  |                            |  |
| Legende |                         |  |                            |  |
| | Quellgebiet:            |  | Piz Buin (3312 m)          |  |
| | Ochsentaler Gletscher   |  | Vermuntgletscher           |  |
| |                         |  | Klostertalerbach           |  |
| |                         |  |                            |  |
| |                         |  |                            |  |
| | Silvretta-Stausee       |  | (2030 m)                   |  |
| |                         |  |                            |  |
| |                         |  |                            |  |
| |                         |  | Vermuntsee (1743 m)        |  |
| |                         |  | Vermuntwerk (1030 m)       |  |
| | Partenen (1000 m)       |  | Verbellabach               |  |
| | Kopswerk II (Rifa)      |  |                            |  |
| | Gaschurn (979 m)        |  | Valschavielbach            |  |
| | St. Gallenkirch (878 m) |  |                            |  |
| |                         |  | Balbierbach                |  |
| | Schruns (700 m) Litz    |  |                            |  |
| | Tschagguns (685 m)      |  |                            |  |
| |                         |  |                            |  |
| | Rodund I und II (644 m) |  | Vandans                    |  |
| |                         |  |                            |  |
| |                         |  | Rellsbach                  |  |
| | St. Anton (651 m)       |  |                            |  |
| |                         |  | Lorüns (600 m)             |  |
| | Alfenz                  |  |                            |  |
| | Bludenz (588 m)         |  | Alvier (vom Lünersee)      |  |
| | Bürs (570 m)            |  | Schesa                     |  |
| | Nüziders (562 m)        |  | Burg Sonnenberg            |  |
| | Walgau-Autobahn         |  |                            |  |
| | Lutz                    |  |                            |  |
| |                         |  | Meng                       |  |
| |                         |  | Burg Ramschwag             |  |
| | Walgauwerk              |  | Nenzing                    |  |
| |                         |  |                            |  |
| | Walgau-Autobahn         |  |                            |  |
| | Frastanz (510 m)        |  | Samina                     |  |
| |                         |  |                            |  |
| |                         |  | Kraftwerk (ehem. Ganahl)   |  |
| | Feldkirch (458 m)       |  | Schattenburg               |  |
| | Meiningen (425 m)       |  | Kraftwerk Illspitz (429 m) |  |
| |                         |  | Grenze AT-CH im Rhein      |  |
| Rhein |                         |  |                            |  |

## Bilder

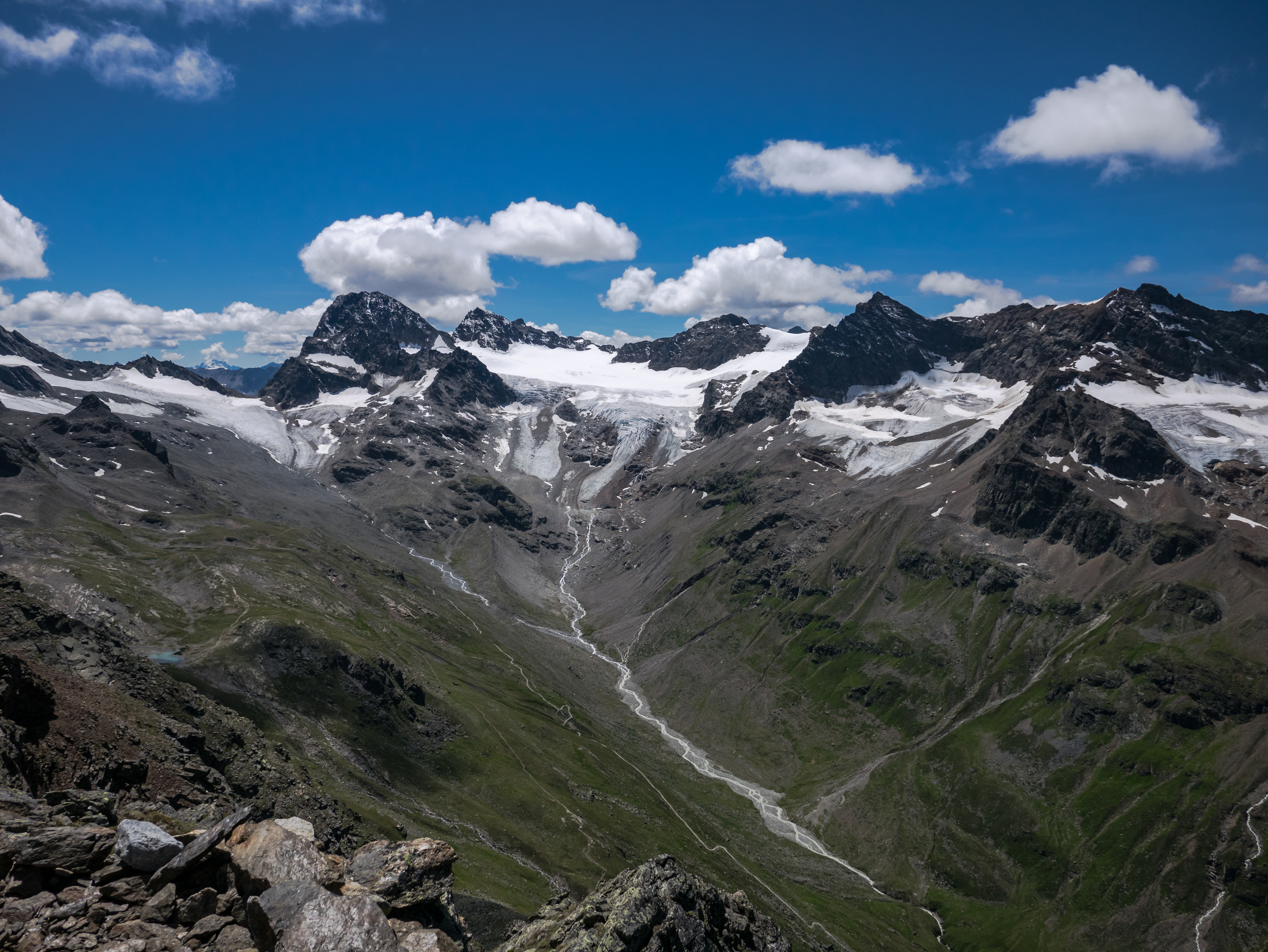
Ill-Ursprung vom Hohen Rad
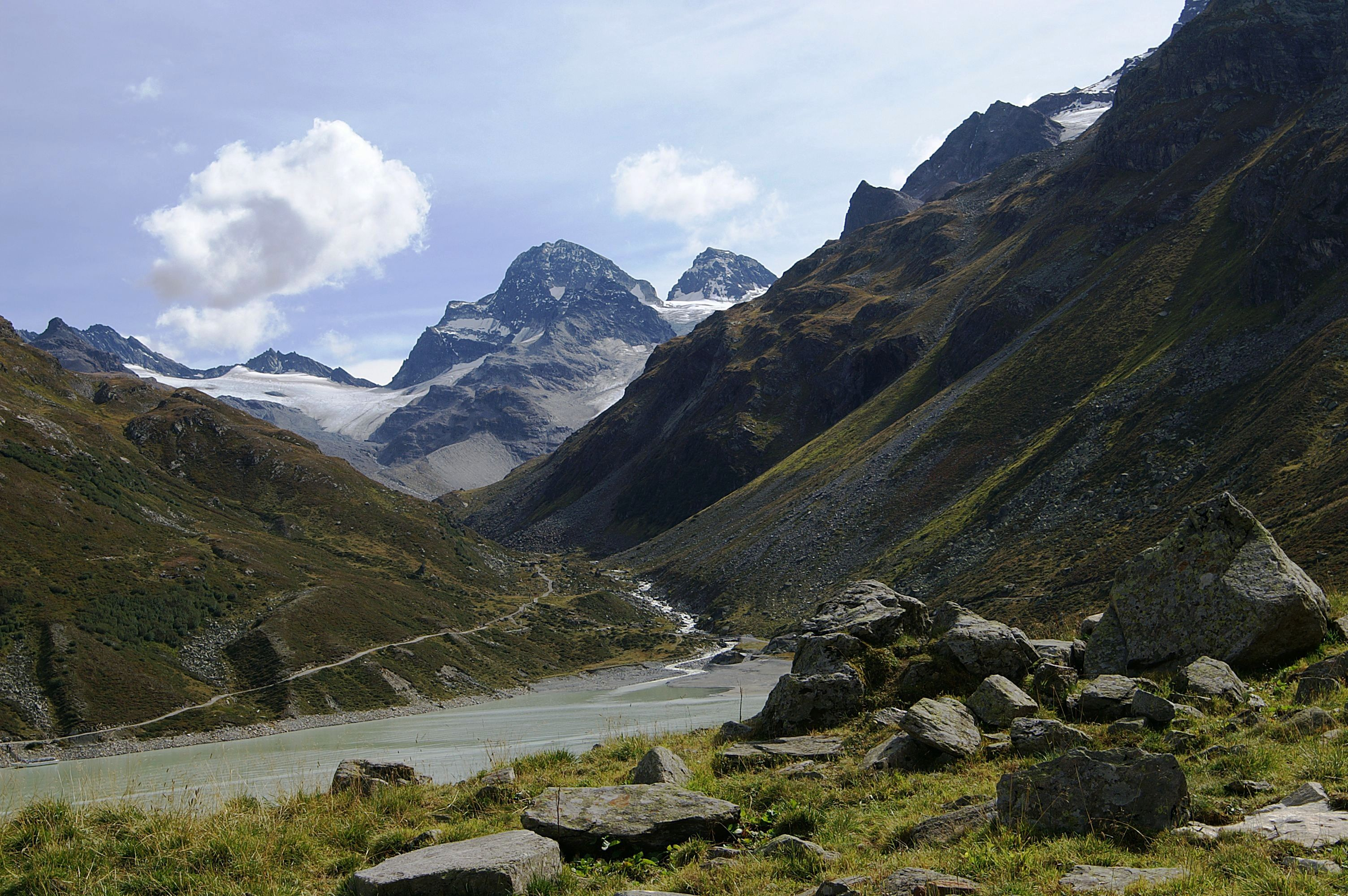
Einmündung in den Silvretta-Stausee
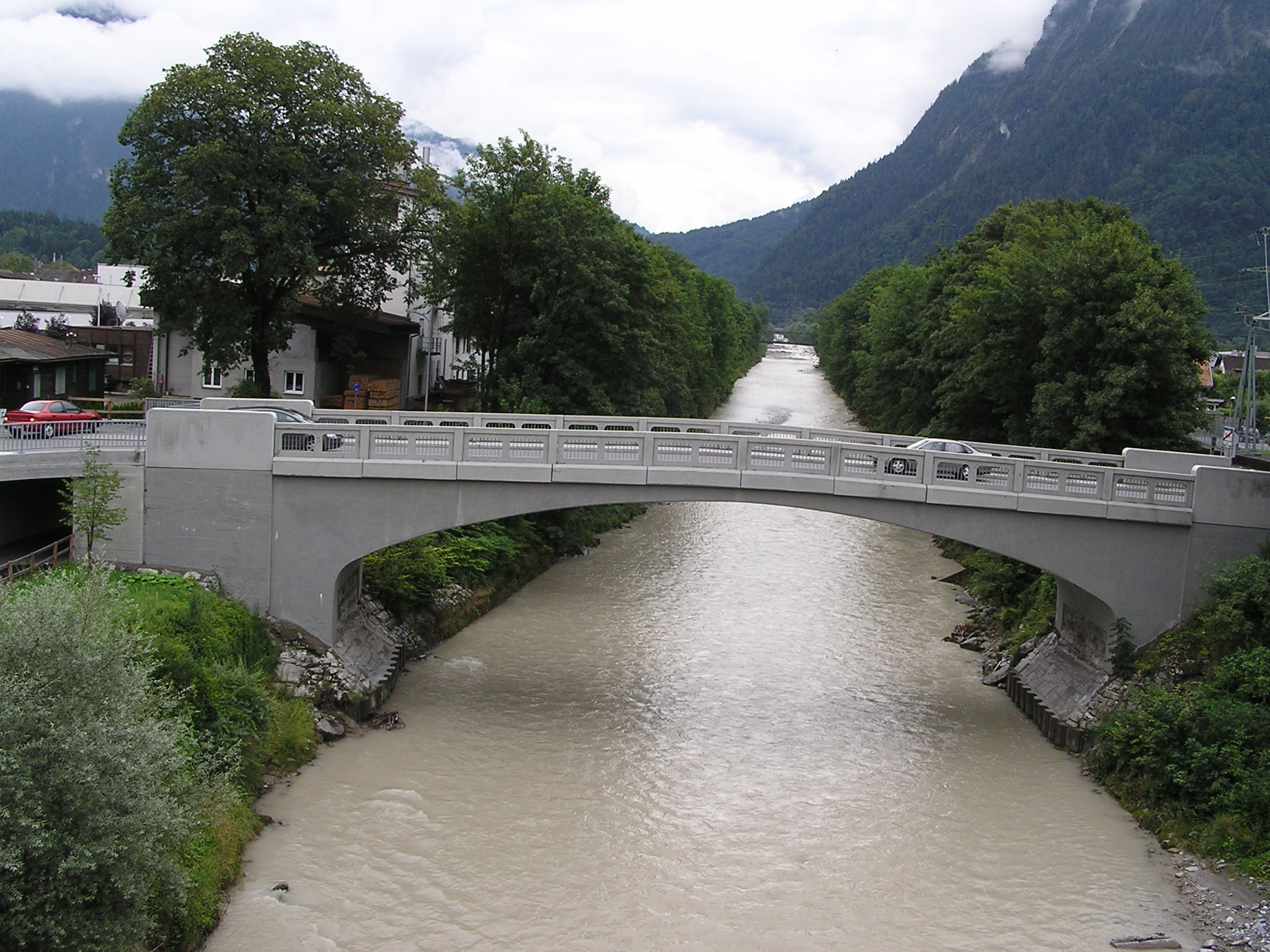
Denkmalgeschützte Brücke zwischen Bludenz und Bürs
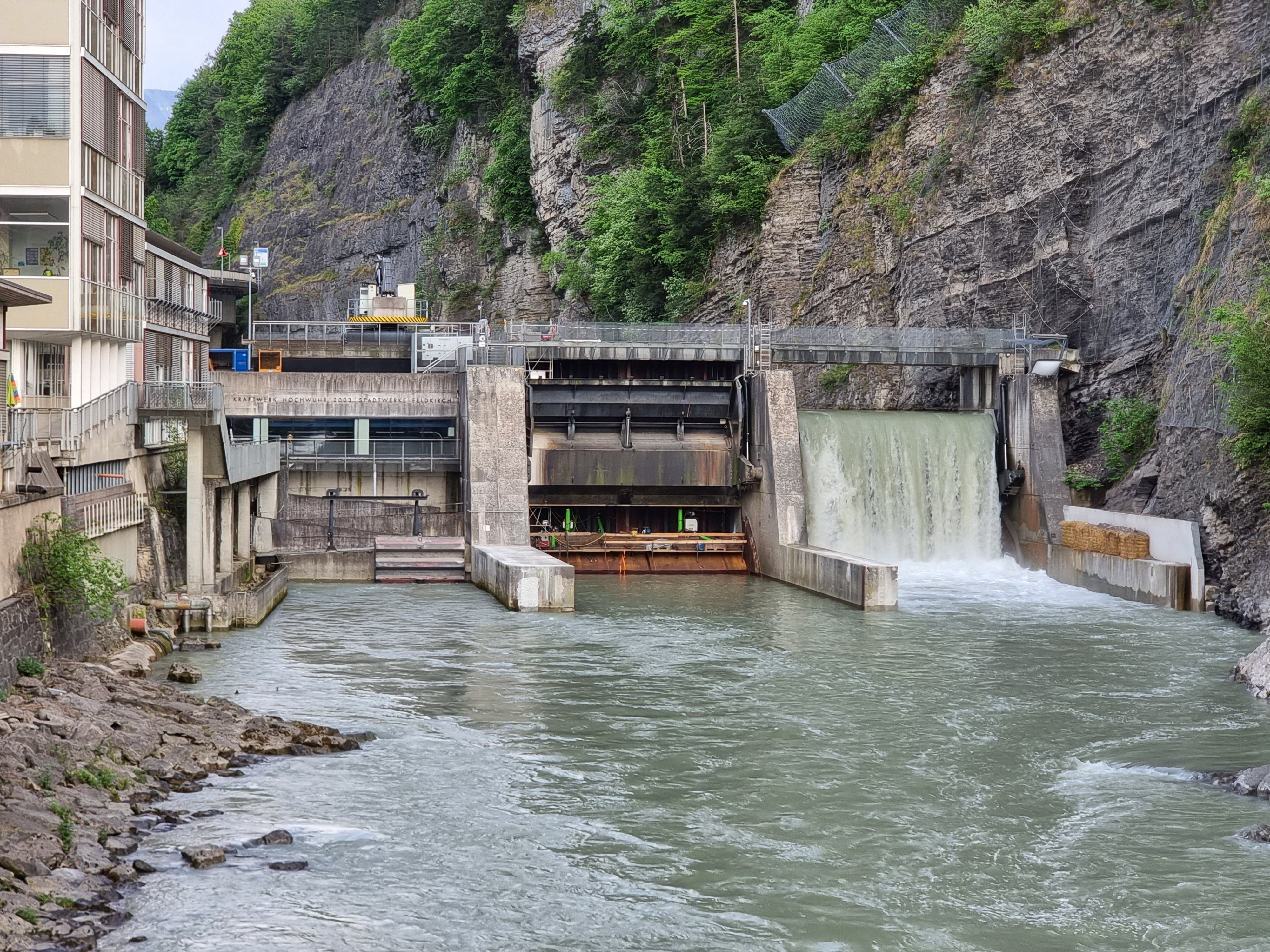
Kraftwerk Hochwuhr bei Feldkirch
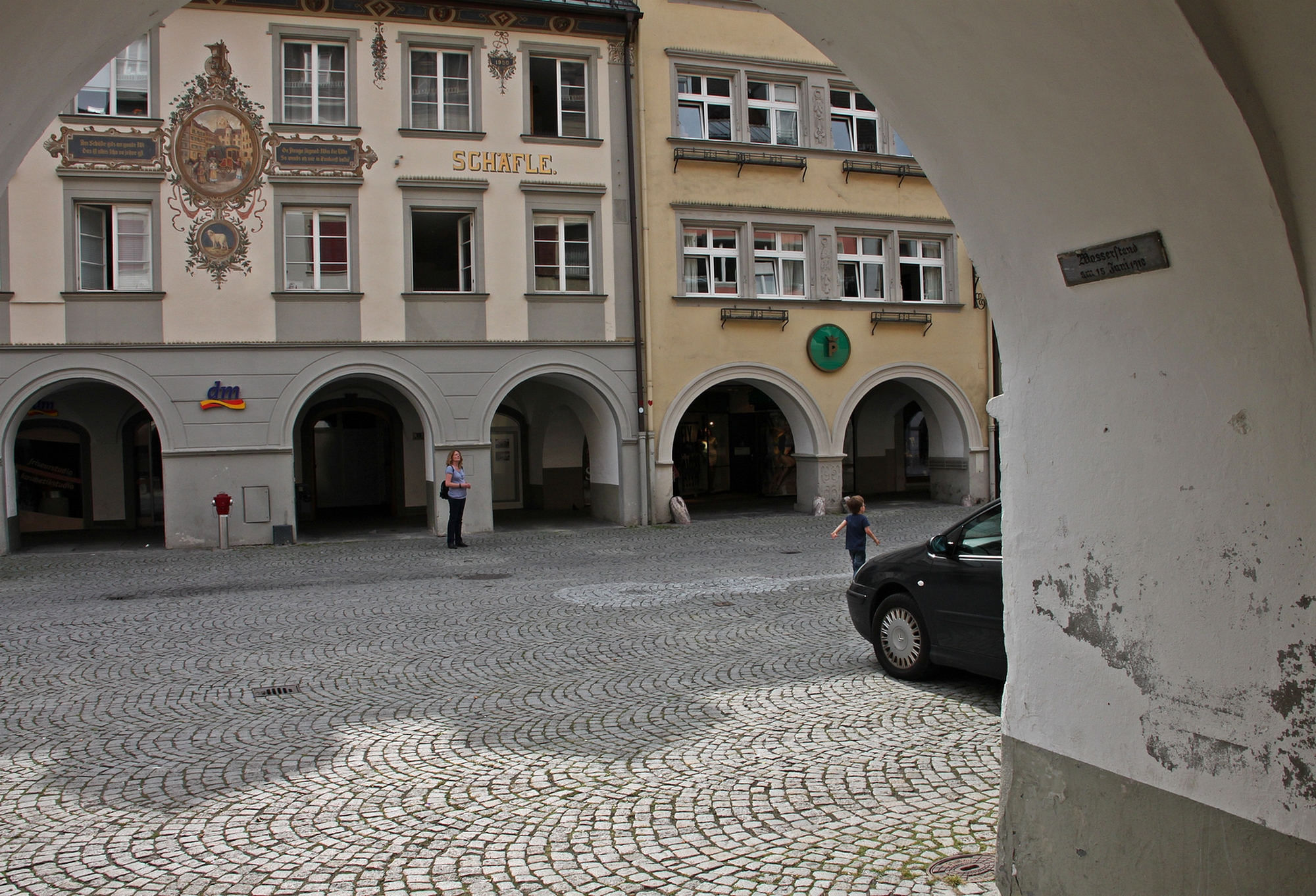
Hochwassermarke der Ill vom 15. Juni 1910 in einem Laubengang am Marktplatz in Feldkirch
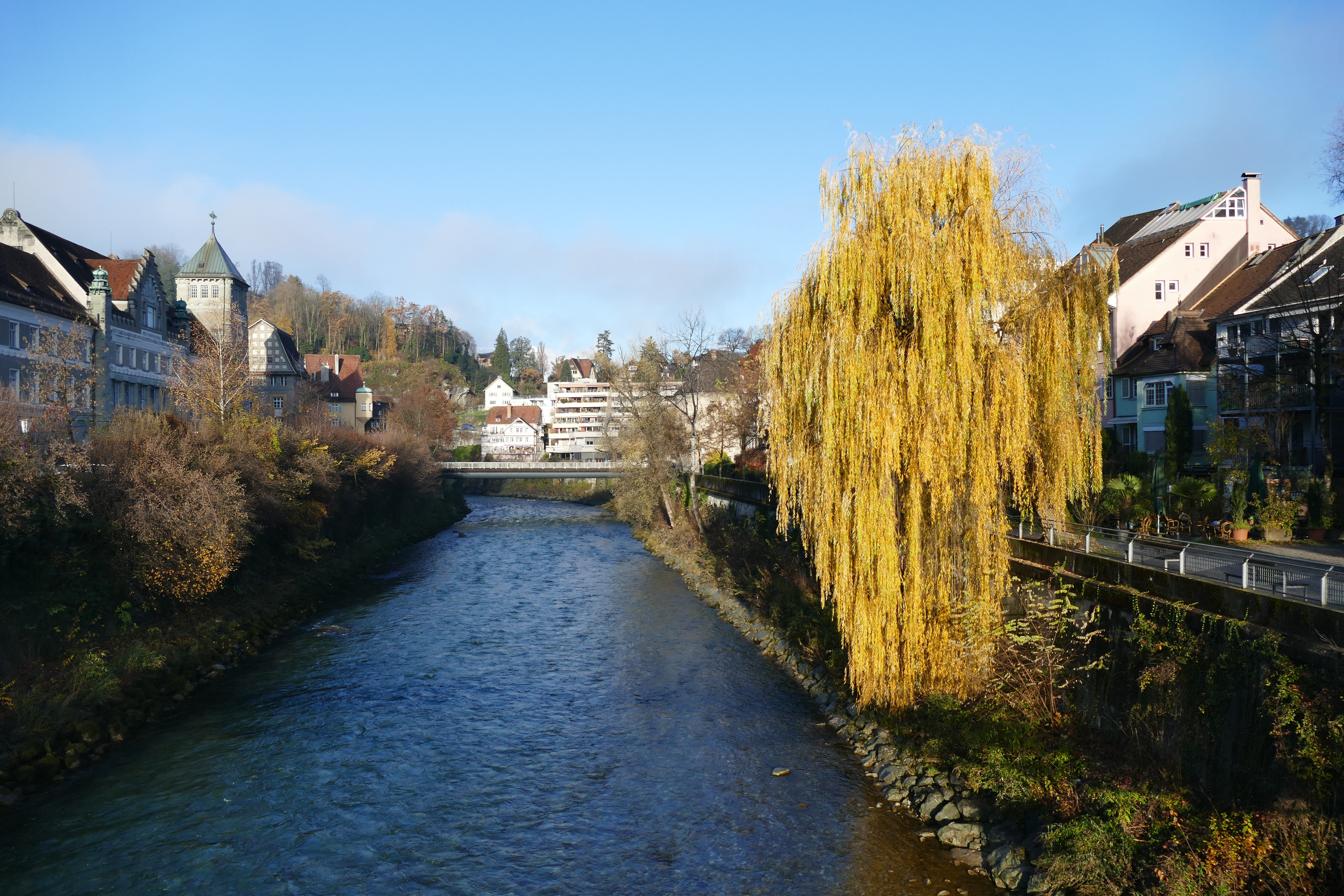
Die Ill in Feldkirch, Blick vom Illsteg flussabwärts auf die 1975 gebaute und 2025 abgerissene Montfortbrücke
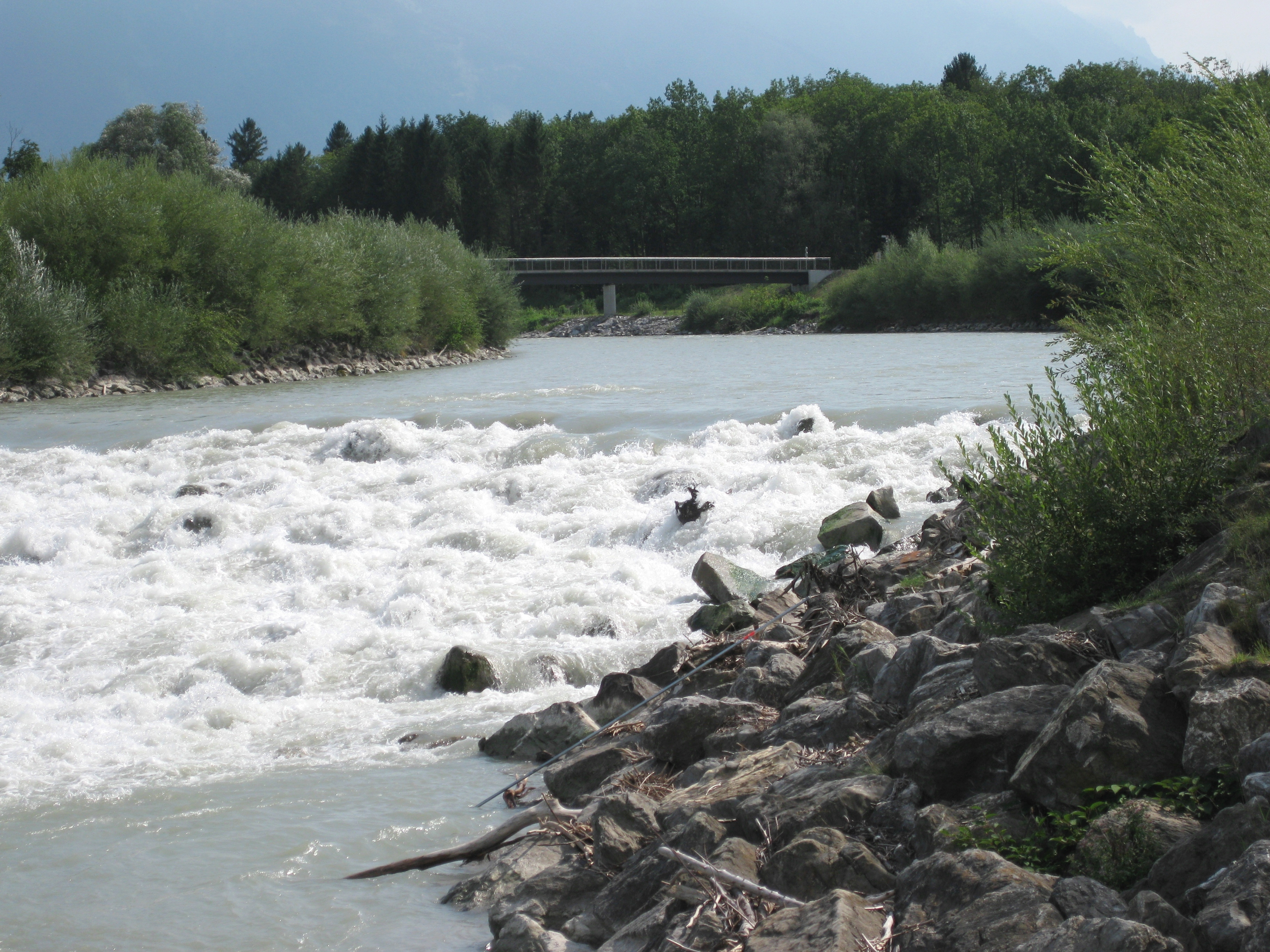
Illspitz bei Feldkirch, 2008, mit neuer Brücke
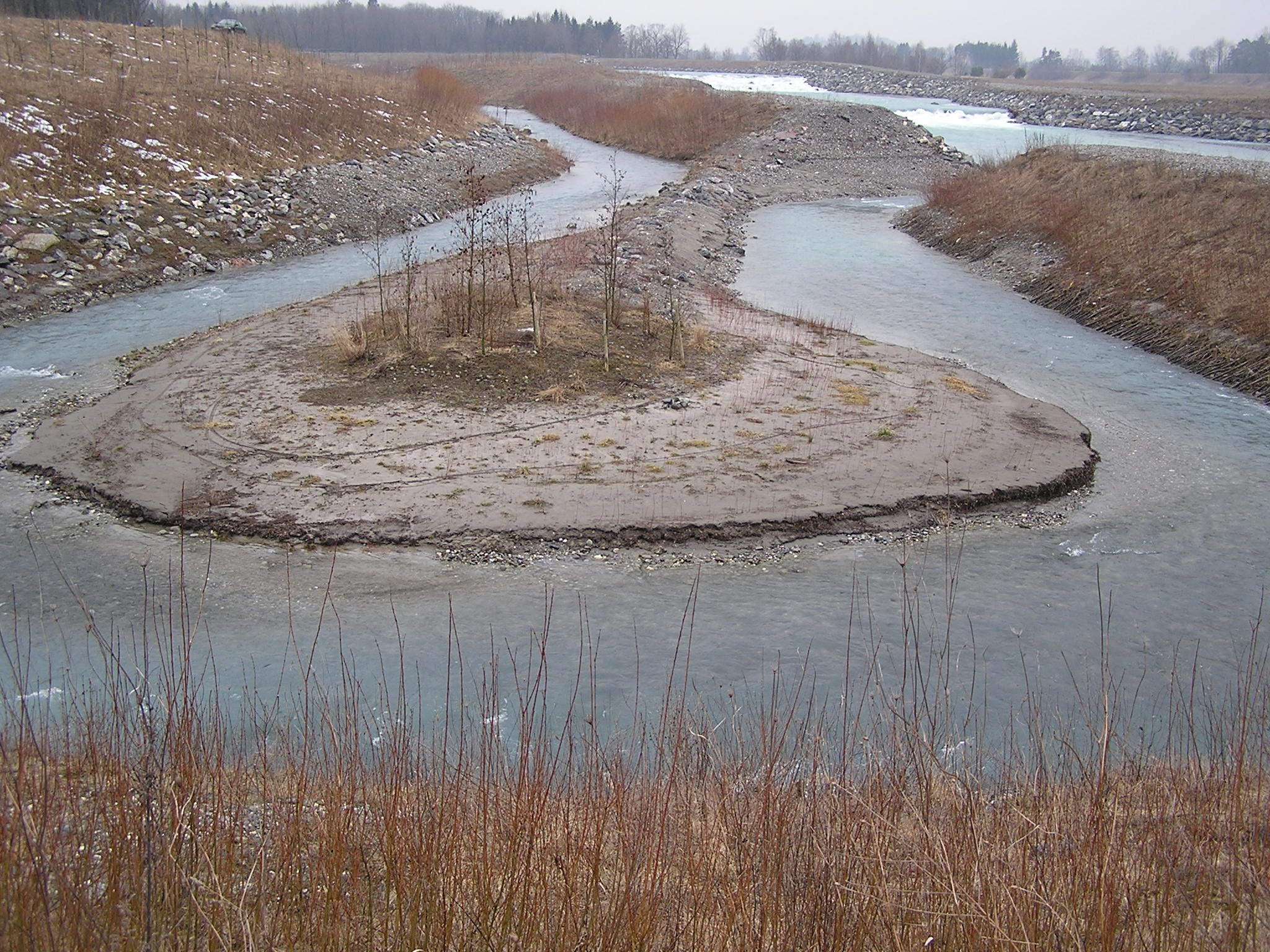
Illspitz bei Feldkirch
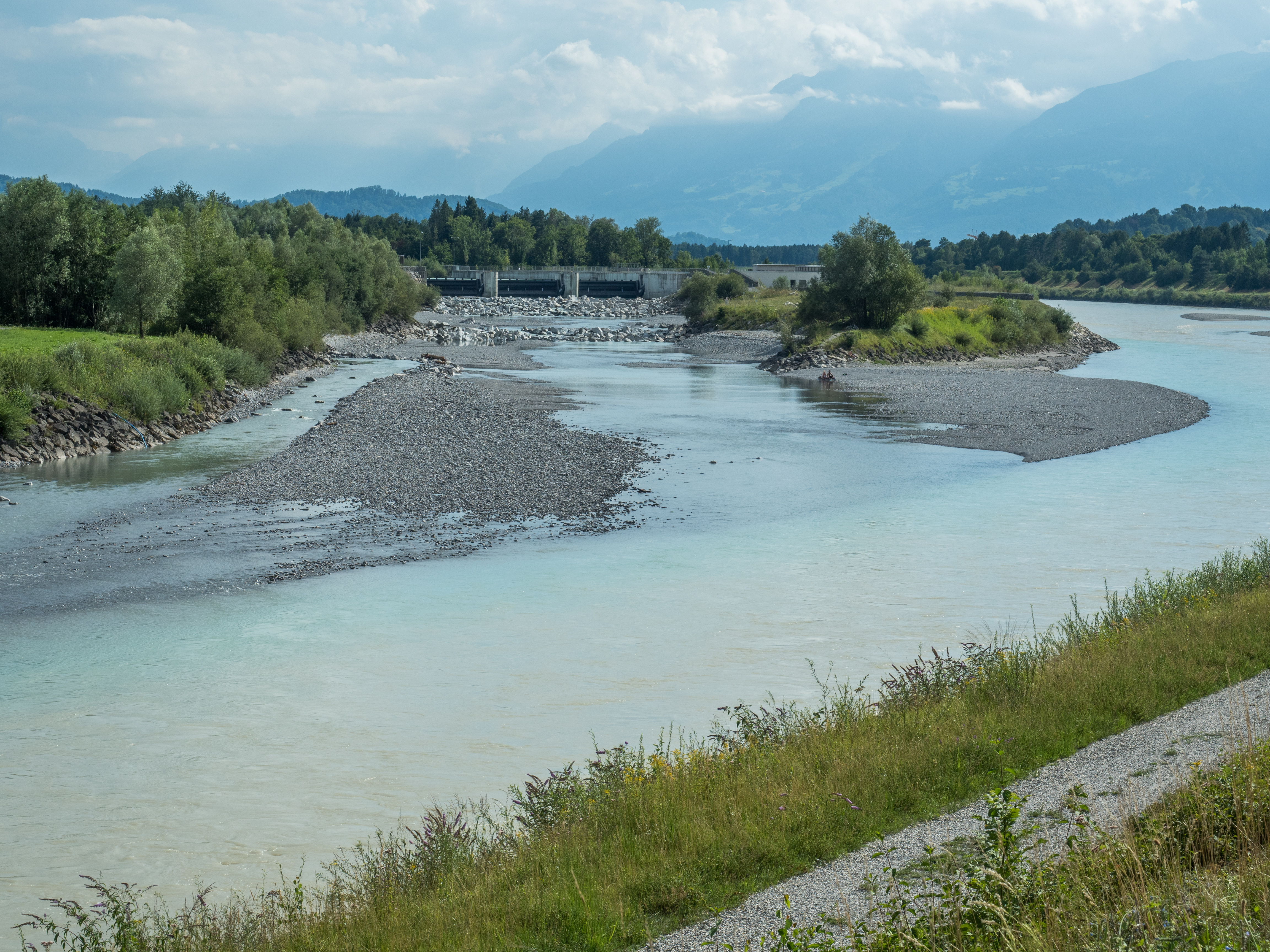
Mündung der Ill zwischen Nofels und Meiningen beim Illspitz in den Alpenrhein